# Bellefontaine (Martinica)

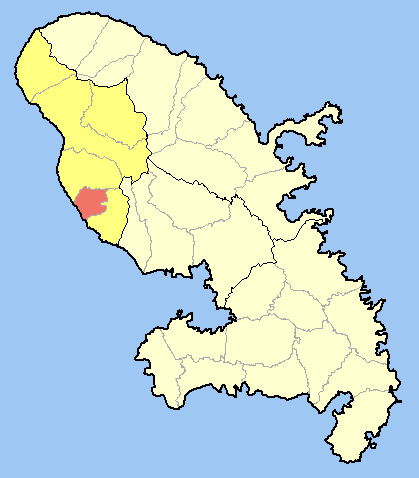
Situació de Bellefontaine

Bellefontaine és una comuna francesa, situada a la regió d'ultramar de Martinica. El 2009 tenia 1.533 habitants i és el municipi més petit de Martinica. Entre les principals activitats d'aquesta petita ciutat són la pesca i l'agricultura.

## Demografia
|  | 1.384 | 1.616 | 1.324 | 1.527 | 1.521 | 1.469 |  |  |  |  |  |  |  |  |  |  |
|  |       |       |       |       |       |       |  |  |  |  |  |  |  |  |  |  |

## Administració
| Període   | Identitat      | Partit |
| --------- | -------------- | ------ |
| 1995-2008 | Maxence Deluge | PPM    |
| 2008-     | Félix Ismain   | PPM    |